# Contea di Bishan
La contea di Bishan (cinese semplificato: 壁山县; mandarino pinyin: Bìshān Xiàn) è un distretto di Chongqing. Ha una superficie di 915 km² e una popolazione di 610.278 abitanti al 2006.